# Nagy B. Viktor
Nagy B. Viktor, Bágyi (Szárazajta, 1923. augusztus 7. – Sepsiszentgyörgy, 2009. december 15.) romániai magyar munkásíró.

## Életútja
1949-től ipariskolai végzettség után a Szorgalom Kisipari Szövetkezet technikusa Sepsiszentgyörgyön. 1968-ban esti tanfolyamon érettségizett, majd 1978–1983 között az Olt Textilművek minőségi ellenőre nyugdíjazásáig.

## Munkássága
Őzfutás című első versét 1969-ben az Utunk közölte, a Megyei Tükör munkatársaként novellákkal jelentkezett. Három költeménnyel szerepel a Kapuállító című háromszéki gyűjteményes kötetben. Írásait a Művelődés, Falvak Dolgozó Népe, Ifjúmunkás, Új Élet, Munkásélet, Brassói Lapok, Előre közölte.